# Campeonato Mundial de Xadrez de 2021
O Campeonato Mundial de Xadrez de 2021 foi um match entre o atual campeão mundial de xadrez, Magnus Carlsen, e o desafiante ao título, Ian Nepomniachtchi, de 24 de novembro a 10 de dezembro de 2021. Inicialmente o campeonato estava programado para acontecer no segundo semestre de 2020, mas devido à pandemia de COVID-19, foi remarcado para 2021. O campeonato foi organizado pela FIDE, com os direitos de organização pertencentes à World Chess, sua parceira comercial.
Em 10 de dezembro de 2021, Magnus Carlsen ganhou a 11ª partida do campeonato, alcançando a pontuação necessária de 7½ e se tornando campeão mundial pela 5ª vez consecutiva.

## Torneio de Candidatos
O desafiante foi decidido por meio do Torneio de Candidatos, uma competição de todos contra todos, em duas voltas, com oito jogadores, disputado em Ecaterimburgo, na Rússia. Originalmente estava agendado para acontecer entre 15 de março e 5 de abril de 2020. Em 26 de março, porém, a segunda metade do torneio foi adiada pela FIDE devido à pandemia de COVID-19, depois que a Rússia anunciou que todos os vôos internacionais seriam suspensos. Em 8 de setembro, a FIDE anunciou que a competição seria retomada a partir de 1º de novembro de 2020. No entanto, a segunda metade do torneio só voltou a ocorrer em 19 de abril de 2021.
Participantes e critérios de qualificação para o Torneio de Candidatos:
- Fabiano Caruana (finalista do Campeonato Mundial de Xadrez de 2018)
- Teimour Radjabov (campeão da Copa do Mundo de Xadrez de 2019) - desistiu de participar[12][13]
- Ding Liren (vice-campeão da Copa do Mundo de Xadrez 2019)
- Wang Hao (campeão do Torneio Grand Swiss da FIDE de 2019)
- Alexander Grischuk (campeão do Grand Prix da FIDE de 2019)
- Ian Nepomniachtchi (vice-campeão do Grand Prix da FIDE 2019)
- Anish Giri (maior pontuação média no Ranking FIDE)
- Maxime Vachier-Lagrave (pontuação média no Ranking FIDE) - substituto de Radjabov[12]
- Kirill Alekseenko  (Convidado pela organização)[14]

#### Classificação
| Posição | Jogador                      | Pontuação | CD  | Vitórias | SB    | IN | IN | MVL | MVL | Giri | Giri | FC | FC | Ding | Ding | AGr | AGr | KA | KA | Wang | Wang |
| ------- | ---------------------------- | --------- | --- | -------- | ----- | -- | -- | --- | --- | ---- | ---- | -- | -- | ---- | ---- | --- | --- | -- | -- | ---- | ---- |
| 1       | Ian Nepomniachtchi (RUS)     | 8.5       | —   | 5        | 55    |    |    | ½   | 0   | ½    | 1    | ½  | ½  | 1    | 0    | ½   | ½   | 1  | ½  | 1    | 1    |
| 2       | Maxime Vachier-Lagrave (FRA) | 8         | —   | 4        | 53.75 | 1  | ½  |     |     | ½    | ½    | ½  | 0  | 1    | ½    | ½   | 0   | 1  | ½  | 1    | ½    |
| 3       | Anish Giri (HOL)             | 7.5       | 1.5 | 4        | 50.5  | 0  | ½  | ½   | ½   |      |      | ½  | 1  | 1    | ½    | ½   | 0   | 0  | 1  | 1    | ½    |
| 4       | Fabiano Caruana (EUA)        | 7.5       | 0.5 | 3        | 50.5  | ½  | ½  | 1   | ½   | 0    | ½    |    |    | ½    | 0    | ½   | ½   | 1  | ½  | ½    | 1    |
| 5       | Ding Liren (CHN)             | 7         | 1.5 | 4        | 48.75 | 1  | 0  | ½   | 0   | ½    | 0    | 1  | ½  |      |      | 1   | ½   | ½  | 1  | 0    | ½    |
| 6       | Alexander Grischuk (RUS)     | 7         | 0.5 | 2        | 50.5  | ½  | ½  | 1   | ½   | 1    | ½    | ½  | ½  | ½    | 0    |     |     | ½  | 0  | ½    | ½    |
| 7       | Kirill Alekseenko (RUS)      | 5.5       | —   | 2        | 38.5  | ½  | 0  | ½   | 0   | 0    | 1    | ½  | 0  | 0    | ½    | 1   | ½   |    |    | ½    | ½    |
| 8       | Wang Hao (CHN)               | 5         | —   | 1        | 34.5  | 0  | 0  | ½   | 0   | ½    | 0    | 0  | ½  | ½    | 1    | ½   | ½   | ½  | ½  |      |      |

Nota: Os números na tabela cruzada em um fundo branco indicam o resultado jogando o respectivo oponente com as peças brancas (peças pretas se em um fundo preto).
Obs.: A cor do fundo indica a cor das peças do jogador e as pontuações 0, ½ ou 1 indicam se o jogador perdeu, empatou ou venceu, respectivamente.

## Match pelo título

### Organização
Os direitos de organização pertenceram à World Chess, parceira comercial da FIDE.
O confronto foi um match de 14 partidas clássicas, com partidas rápidas como desempate caso houvesse um empate após as partidas iniciais. Isto representou um aumento em relação às 12 partidas clássicas (em vigor para todos os campeonatos mundiais no formato de match desde 2006), após todos os jogos regulares terminarem empatados no confronto anterior, em 2018.
Em 29 de junho de 2020, o campeonato foi oficialmente adiado para 2021 devido à pandemia de COVID-19.
A premiação em dinheiro era de US$ 2 milhões, dos quais 60% foram para o vencedor, e 40% para o perdedor. Se fosse necessário o uso dos desempates em partidas rápidas, a divisão seria de 55% a 45% em favor do vencedor do desempate.

### Regulamento
O controle de tempo para cada partida clássica foi de 120 minutos para os primeiros 40 lances, seguidos de 60 minutos para os próximos 20 lances, e então 15 minutos para o resto dos jogos, com um incremento de 30 segundos por movimento a partir do lance 61.
O match consistiu de 14 partidas, e uma pontuação de 7½ vencia o Campeonato Mundial. Se a pontuação seguisse igual após as 14 partidas, jogos de desempate com controles de tempo mais rápidos ocorreriam:
- Quatro partidas rápidas com 25 minutos cada + 10 segundos de incremento a partir do lance 1. Se um jogador marcasse 2½ pontos ou mais, ele venceria o campeonato.
- Se a pontuação seguisse igual após as partidas rápidas, até cinco mini-matches de duas partidas blitz seriam jogadas. O controle de tempo seria de 5 minutos + 3 segundos de incremento. Se qualquer jogador vencesse um desses mini-matches, o desempate terminaria e ele venceria o campeonato.
- Se houvesse empate em todos os mini-matches de blitz, uma partida de morte súbita (armageddon) seria jogada, na qual o jogador de pretas possuiria a vantagem do empate e 4 minutos, enquanto o de brancas possuiria 5 minutos. Os jogadores receberiam 2 segundos de incremento a partir do lance 61.

### Local
As propostas deveriam ser apresentadas até 1º de março de 2019 à World Chess, com uma avaliação dos locais propostos a ser feita entre 1º de julho e 15 de agosto de 2019.
Mônaco, Viena e São Petersburgo manifestaram intenção de sediar o evento. Stavanger, na Noruega, anunciou uma proposta em março de 2019, mas a retirou em junho de 2019, depois que Carlsen expressou relutância em jogar a partida em seu país natal.
Em novembro de 2019, na Cerimônia de Abertura do Grand Prix de Hamburgo, o presidente da FIDE, Arkady Dvorkovich, anunciou que havia recebido propostas dos Emirados Árabes Unidos e da Argentina para sediar o match. Em fevereiro de 2020, Dvorkovich afirmou que o campeonato provavelmente ocorreria em Dubai.
Em janeiro de 2021, a FIDE anunciou que o match ocorreria em Dubai, de 24 de novembro a 16 de dezembro de 2021, como parte da Expo 2020.

### Sanções contra a Rússia
Devido às sanções da Agência Mundial Antidoping contra a Rússia, a FIDE confirmou que Nepomniachtchi não competiria sob a bandeira russa. Ele jogou como um competidor neutro sob a bandeira da Federação de Xadrez da Rússia. As sanções se aplicaram apenas ao Campeonato Mundial, não a outros eventos da FIDE, como o Torneio de Candidatos. O Tribunal Arbitral do Esporte confirmou o banimento da Rússia em campeonatos mundiais, implementado pela Agência em resposta ao programa estatal de dopagem de atletas russos.

### Datas e resultados
As partidas começaram às 16:30 no horário de Dubai (UTC+4); equivalente a 12:30 (UTC). Dias sem jogos estão em tonalidade cinza-escura.
| Data           | Dia da semana | Evento                                |
| -------------- | ------------- | ------------------------------------- |
| 24 de novembro | Quarta-feira  | Cerimônia de abertura/reunião técnica |
| 25 de novembro | Quinta-feira  | Dia da mídia                          |
| 26 de novembro | Sexta-feira   | Partida 1                             |
| 27 de novembro | Sábado        | Partida 2                             |
| 28 de novembro | Domingo       | Partida 3                             |
| 29 de novembro | Segunda-feira | Dia livre                             |
| 30 de novembro | Terça-feira   | Partida 4                             |
| 1 de dezembro  | Quarta-feira  | Partida 5                             |
| 2 de dezembro  | Quinta-feira  | Dia livre                             |
| 3 de dezembro  | Sexta-feira   | Partida 6                             |
| 4 de dezembro  | Sábado        | Partida 7                             |
| 5 de dezembro  | Domingo       | Partida 8                             |
| 6 de dezembro  | Segunda-feira | Dia livre                             |

| Data           | Dia da semana | Evento                                         |
| -------------- | ------------- | ---------------------------------------------- |
| 7 de dezembro  | Terça-feira   | Partida 9                                      |
| 8 de dezembro  | Quarta-feira  | Partida 10                                     |
| 9 de dezembro  | Quinta-feira  | Dia livre                                      |
| 10 de dezembro | Sexta-feira   | Partida 11                                     |
| 11 de dezembro | Sábado        | Partida 12                                     |
| 12 de dezembro | Domingo       | Partida 13                                     |
| 13 de dezembro | Segunda-feira | Dia livre                                      |
| 14 de dezembro | Terça-feira   | Partida 14                                     |
| 15 de dezembro | Quarta-feira  | Desempate ou cerimônia de encerramento         |
| 16 de dezembro | Quinta-feira  | Cerimônia de encerramento em caso de desempate |

| Jogador            | Rating | Partidas | Partidas | Partidas | Partidas | Partidas | Partidas | Partidas | Partidas | Partidas | Partidas | Partidas | Total |
| Jogador            | Rating | 1        | 2        | 3        | 4        | 5        | 6        | 7        | 8        | 9        | 10       | 11       | Total |
| ------------------ | ------ | -------- | -------- | -------- | -------- | -------- | -------- | -------- | -------- | -------- | -------- | -------- | ----- |
| Magnus Carlsen     | 2855   | ½        | ½        | ½        | ½        | ½        | 1        | ½        | 1        | 1        | ½        | 1        | 7½    |
| Ian Nepomniachtchi | 2782   | ½        | ½        | ½        | ½        | ½        | 0        | ½        | 0        | 0        | ½        | 0        | 3½    |

## Partidas
Abaixo estão listados todos os PGNs das partidas jogadas no campeonato.

### Partida 1
Nepomniachtchi, Ian (2782) vs. Carlsen, Magnus (2855) ½-½
1. e4 e5 2. Nf3 Nc6 3. Bb5 a6 4. Ba4 Nf6 5. O-O Be7 6. Re1 b5 7. Bb3 O-O 8. h3 Na5 9. Nxe5 Nxb3 10. axb3 Bb7 11. d3 d5 12. exd5 Qxd5 13. Qf3 Bd6 14. Kf1 Rfb8 15. Qxd5 Nxd5 16. Bd2 c5 17. Nf3 Rd8 18. Nc3 Nb4 19. Rec1 Rac8 20. Ne2 Nc6 21. Be3 Ne7 22. Bf4 Bxf3 23. gxf3 Bxf4 24. Nxf4 Rc6 25. Re1 Nf5 26. c3 Nh4 27. Re3 Kf8 28. Ng2 Nf5 29. Re5 g6 30. Ne1 Ng7 31. Re4 f5 32. Re3 Ne6 33. Ng2 b4 34. Ke2 Rb8 35. Kd2 bxc3+ 36. bxc3 Rxb3 37. Kc2 Rb7 38. h4 Kf7 39. Ree1 Kf6 40. Ne3 Rd7 41. Nc4 Re7 42. Ne5 Rd6 43. Nc4 Rc6 44. Ne5 Rd6 45. Nc4 ½-½

### Partida 2
Carlsen, Magnus (2855) vs. Nepomniachtchi, Ian (2782) ½-½
1. d4 Nf6 2. c4 e6 3. Nf3 d5 4. g3 Be7 5. Bg2 O-O 6. O-O dxc4 7. Qc2 b5 8. Ne5 c6 9. a4 Nd5 10. Nc3 f6 11. Nf3 Qd7 12. e4 Nb4 13. Qe2 Nd3 14. e5 Bb7 15. exf6 Bxf6 16. Ne4 Na6 17. Ne5 Bxe5 18. dxe5 Nac5 19. Nd6 Nb3 20. Rb1 Nbxc1 21. Rbxc1 Nxc1 22. Rxc1 Rab8 23. Rd1 Ba8 24. Be4 c3 25. Qc2 g6 26. bxc3 bxa4 27. Qxa4 Rfd8 28. Ra1 c5 29. Qc4 Bxe4 30. Nxe4 Kh8 31. Nd6 Rb6 32. Qxc5 Rdb8 33. Kg2 a6 34. Kh3 Rc6 35. Qd4 Kg8 36. c4 Qc7 37. Qg4 Rxd6 38. exd6 Qxd6 39. c5 Qxc5 40. Qxe6+ Kg7 41. Rxa6 Rf8 42. f4 Qf5+ 43. Qxf5 Rxf5 44. Ra7+ Kg8 45. Kg4 Rb5 46. Re7 Ra5 47. Re5 Ra7 48. h4 Kg7 49. h5 Kh6 50. Kh4 Ra1 51. g4 Rh1+ 52. Kg3 gxh5 53. Re6+ Kg7 54. g5 Rg1+ 55. Kf2 Ra1 56. Rh6 Ra4 57. Kf3 Ra3+ 58. Kf2 Ra4 ½-½

### Partida 3
Nepomniachtchi, Ian (2782) vs. Carlsen, Magnus (2855) ½-½
1. e4 e5 2. Nf3 Nc6 3. Bb5 a6 4. Ba4 Nf6 5. O-O Be7 6. Re1 b5 7. Bb3 O-O 8. a4 Bb7 9. d3 d6 10. Nbd2 Re8 11. Nf1 h6 12. Bd2 Bf8 13. Ne3 Ne7 14. c4 bxc4 15. Nxc4 Nc6 16. Rc1 a5 17. Bc3 Bc8 18. d4 exd4 19. Nxd4 Nxd4 20. Qxd4 Be6 21. h3 c6 22. Bc2 d5 23. e5 dxc4 24. Qxd8 Rexd8 25. exf6 Bb4 26. fxg7 Bxc3 27. bxc3 Kxg7 28. Kf1 Rab8 29. Rb1 Kf6 30. Rxb8 Rxb8 31. Rb1 Rxb1+ 32. Bxb1 Ke5 33. Ke2 f5 34. Bc2 f4 35. Bb1 c5 36. Bc2 Bd7 37. f3 Kf6 38. h4 Ke5 39. Kf2 Kf6 40. Ke2 Ke5 41. Kf2 ½-½

### Partida 4
Carlsen, Magnus (2855) vs. Nepomniachtchi, Ian (2782) ½-½
1. e4 e5 2. Nf3 Nf6 3. Nxe5 d6 4. Nf3 Nxe4 5. d4 d5 6. Bd3 Bd6 7. O-O O-O 8. c4 c6 9. Re1 Bf5 10. Qb3 Qd7 11. Nc3 Nxc3 12. Bxf5 Qxf5 13. bxc3 b6 14. cxd5 cxd5 15. Qb5 Qd7 16. a4 Qxb5 17. axb5 a5 18. Nh4 g6 19. g4 Nd7 20. Ng2 Rfc8 21. Bf4 Bxf4 22. Nxf4 Rxc3 23. Nxd5 Rd3 24. Re7 Nf8 25. Nf6+ Kg7 26. Ne8+ Kg8 27. d5 a4 28. Nf6+ Kg7 29. g5 a3 30. Ne8+ Kg8 31. Nf6+ Kg7 32. Ne8+ Kg8 33. Nf6+ ½-½

### Partida 5
Nepomniachtchi, Ian (2782) vs. Carlsen, Magnus (2855) ½-½
1. e4 e5 2. Nf3 Nc6 3. Bb5 a6 4. Ba4 Nf6 5. O-O Be7 6. Re1 b5 7. Bb3 O-O 8. a4 Rb8 9. axb5 axb5 10. h3 d6 11. c3 b4 12. d3 bxc3 13. bxc3 d5 14. Nbd2 dxe4 15. dxe4 Bd6 16. Qc2 h6 17. Nf1 Ne7 18. Ng3 Ng6 19. Be3 Qe8 20. Red1 Be6 21. Ba4 Bd7 22. Nd2 Bxa4 23. Qxa4 Qxa4 24. Rxa4 Ra8 25. Rda1 Rxa4 26. Rxa4 Rb8 27. Ra6 Ne8 28. Kf1 Nf8 29. Nf5 Ne6 30. Nc4 Rd8 31. f3 f6 32. g4 Kf7 33. h4 Bf8 34. Ke2 Nd6 35. Ncxd6+ Bxd6 36. h5 Bf8 37. Ra5 Ke8 38. Rd5 Ra8 39. Rd1 Ra2+ 40. Rd2 Ra1 41. Rd1 Ra2+ 42. Rd2 Ra1 43. Rd1 ½-½

### Partida 6
Carlsen, Magnus (2855) vs. Nepomniachtchi, Ian (2782) 1-0
1. d4 Nf6 2. Nf3 d5 3. g3 e6 4. Bg2 Be7 5. O-O O-O 6. b3 c5 7. dxc5 Bxc5 8. c4 dxc4 9. Qc2 Qe7 10. Nbd2 Nc6 11. Nxc4 b5 12. Nce5 Nb4 13. Qb2 Bb7 14. a3 Nc6 15. Nd3 Bb6 16. Bg5 Rfd8 17. Bxf6 gxf6 18. Rac1 Nd4 19. Nxd4 Bxd4 20. Qa2 Bxg2 21. Kxg2 Qb7+ 22. Kg1 Qe4 23. Qc2 a5 24. Rfd1 Kg7 25. Rd2 Rac8 26. Qxc8 Rxc8 27. Rxc8 Qd5 28. b4 a4 29. e3 Be5 30. h4 h5 31. Kh2 Bb2 32. Rc5 Qd6 33. Rd1 Bxa3 34. Rxb5 Qd7 35. Rc5 e5 36. Rc2 Qd5 37. Rdd2 Qb3 38. Ra2 e4 39. Nc5 Qxb4 40. Nxe4 Qb3 41. Rac2 Bf8 42. Nc5 Qb5 43. Nd3 a3 44. Nf4 Qa5 45. Ra2 Bb4 46. Rd3 Kh6 47. Rd1 Qa4 48. Rda1 Bd6 49. Kg1 Qb3 50. Ne2 Qd3 51. Nd4 Kh7 52. Kh2 Qe4 53. Rxa3 Qxh4+ 54. Kg1 Qe4 55. Ra4 Be5 56. Ne2 Qc2 57. R1a2 Qb3 58. Kg2 Qd5+ 59. f3 Qd1 60. f4 Bc7 61. Kf2 Bb6 62. Ra1 Qb3 63. Re4 Kg7 64. Re8 f5 65. Raa8 Qb4 66. Rac8 Ba5 67. Rc1 Bb6 68. Re5 Qb3 69. Re8 Qd5 70. Rcc8 Qh1 71. Rc1 Qd5 72. Rb1 Ba7 73. Re7 Bc5 74. Re5 Qd3 75. Rb7 Qc2 76. Rb5 Ba7 77. Ra5 Bb6 78. Rab5 Ba7 79. Rxf5 Qd3 80. Rxf7+ Kxf7 81. Rb7+ Kg6 82. Rxa7 Qd5 83. Ra6+ Kh7 84. Ra1 Kg6 85. Nd4 Qb7 86. Ra2 Qh1 87. Ra6+ Kf7 88. Nf3 Qb1 89. Rd6 Kg7 90. Rd5 Qa2+ 91. Rd2 Qb1 92. Re2 Qb6 93. Rc2 Qb1 94. Nd4 Qh1 95. Rc7+ Kf6 96. Rc6+ Kf7 97. Nf3 Qb1 98. Ng5+ Kg7 99. Ne6+ Kf7 100. Nd4 Qh1 101. Rc7+ Kf6 102. Nf3 Qb1 103. Rd7 Qb2+ 104. Rd2 Qb1 105. Ng1 Qb4 106. Rd1 Qb3 107. Rd6+ Kg7 108. Rd4 Qb2+ 109. Ne2 Qb1 110. e4 Qh1 111. Rd7+ Kg8 112. Rd4 Qh2+ 113. Ke3 h4 114. gxh4 Qh3+ 115. Kd2 Qxh4 116. Rd3 Kf8 117. Rf3 Qd8+ 118. Ke3 Qa5 119. Kf2 Qa7+ 120. Re3 Qd7 121. Ng3 Qd2+ 122. Kf3 Qd1+ 123. Re2 Qb3+ 124. Kg2 Qb7 125. Rd2 Qb3 126. Rd5 Ke7 127. Re5+ Kf7 128. Rf5+ Ke8 129. e5 Qa2+ 130. Kh3 Qe6 131. Kh4 Qh6+ 132. Nh5 Qh7 133. e6 Qg6 134. Rf7 Kd8 135. f5 Qg1 136. Ng7 1-0

### Partida 7
Nepomniachtchi, Ian (2782) vs. Carlsen, Magnus (2855) ½-½
1. e4 e5 2. Nf3 Nc6 3. Bb5 a6 4. Ba4 Nf6 5. O-O Be7 6. Re1 b5 7. Bb3 O-O 8. a4 Rb8 9. axb5 axb5 10. h3 d6 11. d3 h6 12. Nc3 Re8 13. Nd5 Bf8 14. Nxf6+ Qxf6 15. c3 Ne7 16. Be3 Be6 17. d4 exd4 18. cxd4 Bxb3 19. Qxb3 Ng6 20. Rec1 c5 21. e5 Qf5 22. dxc5 dxc5 23. Bxc5 Bxc5 24. Rxc5 Nxe5 25. Nxe5 Rxe5 26. Rxe5 Qxe5 27. Qc3 Qxc3 28. bxc3 Rc8 29. Ra5 Rxc3 30. Rxb5 Rc1+ 31. Kh2 Rc3 32. h4 g6 33. g3 h5 34. Kg2 Kg7 35. Ra5 Kf6 36. Rb5 Kg7 37. Ra5 Kf6 38. Rb5 Kg7 39. Ra5 Kf6 40. Ra6+ Kg7 41. Ra7 ½-½

### Partida 8
Carlsen, Magnus (2855) vs. Nepomniachtchi, Ian (2782) 1-0
1. e4 e5 2. Nf3 Nf6 3. d4 Nxe4 4. Bd3 d5 5. Nxe5 Nd7 6. Nxd7 Bxd7 7. Nd2 Nxd2 8. Bxd2 Bd6 9. O-O h5 10. Qe1+ Kf8 11. Bb4 Qe7 12. Bxd6 Qxd6 13. Qd2 Re8 14. Rae1 Rh6 15. Qg5 c6 16. Rxe8+ Bxe8 17. Re1 Qf6 18. Qe3 Bd7 19. h3 h4 20. c4 dxc4 21. Bxc4 b5 22. Qa3+ Kg8 23. Qxa7 Qd8 24. Bb3 Rd6 25. Re4 Be6 26. Bxe6 Rxe6 27. Rxe6 fxe6 28. Qc5 Qa5 29. Qxc6 Qe1+ 30. Kh2 Qxf2 31. Qxe6+ Kh7 32. Qe4+ Kg8 33. b3 Qxa2 34. Qe8+ Kh7 35. Qxb5 Qf2 36. Qe5 Qb2 37. Qe4+ Kg8 38. Qd3 Qf2 39. Qc3 Qf4+ 40. Kg1 Kh7 41. Qd3+ g6 42. Qd1 Qe3+ 43. Kh1 g5 44. d5 g4 45. hxg4 h3 46. Qf3 1-0

### Partida 9
Nepomniachtchi, Ian (2782) vs. Carlsen, Magnus (2855) 0-1
1. c4 e6 2. g3 d5 3. Bg2 d4 4. Nf3 Nc6 5. O-O Bc5 6. d3 Nf6 7. Nbd2 a5 8. Nb3 Be7 9. e3 dxe3 10. Bxe3 Ng4 11. Bc5 O-O 12. d4 a4 13. Bxe7 Qxe7 14. Nc5 a3 15. bxa3 Rd8 16. Nb3 Nf6 17. Re1 Qxa3 18. Qe2 h6 19. h4 Bd7 20. Ne5 Be8 21. Qe3 Qb4 22. Reb1 Nxe5 23. dxe5 Ng4 24. Qe1 Qxe1+ 25. Rxe1 h5 26. Bxb7 Ra4 27. c5 c6 28. f3 Nh6 29. Re4 Ra7 30. Rb4 Rb8 31. a4 Raxb7 32. Rb6 Rxb6 33. cxb6 Rxb6 34. Nc5 Nf5 35. a5 Rb8 36. a6 Nxg3 37. Na4 c5 38. a7 Rd8 39. Nxc5 Ra8 0-1

### Partida 10
Carlsen, Magnus (2855) vs. Nepomniachtchi, Ian (2782) ½-½
1. e4 e5 2. Nf3 Nf6 3. Nxe5 d6 4. Nd3 Nxe4 5. Qe2 Qe7 6. Nf4 Nf6 7. d4 Nc6 8. c3 d5 9. Nd2 Nd8 10. Nf3 Qxe2+ 11. Bxe2 Bd6 12. O-O O-O 13. Bd3 Re8 14. Re1 Rxe1+ 15. Nxe1 Ne6 16. Nxe6 Bxe6 17. g3 g6 18. Ng2 Re8 19. f3 Nh5 20. Kf2 c6 21. g4 Ng7 22. Bf4 Bxf4 23. Nxf4 g5 24. Ne2 f5 25. h3 Kf7 26. Rh1 h6 27. f4 fxg4 28. hxg4 Bxg4 29. Rxh6 Bf5 30. Bxf5 Nxf5 31. Rh7+ Ng7 32. fxg5 Kg6 33. Rh3 Kxg5 34. Rg3+ Kf6 35. Rf3+ Ke7 36. Nf4 Kd6 37. Ng6 Re6 38. Ne5 Ne8 39. Rf7 Rf6+ 40. Rxf6+ Nxf6 41. Ke3 ½-½

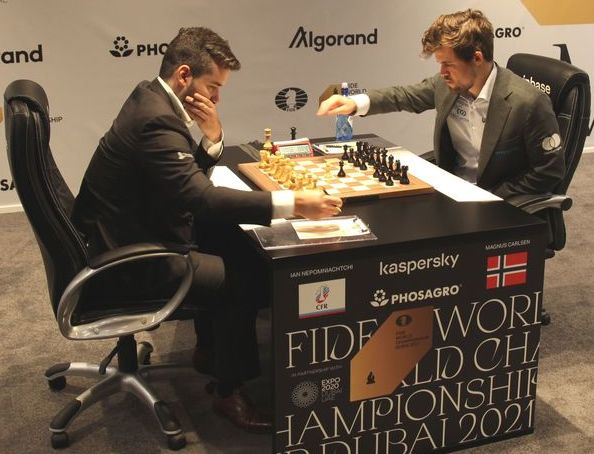
Início da 11º partida do match.

### Partida 11
Nepomniachtchi, Ian (2782) vs. Carlsen, Magnus (2855) 0-1

1. e4 e5 2. Nf3 Nc6 3. Bc4 Nf6 4. d3 Bc5 5. c3 d6 6. O-O a5 7. Re1 Ba7 8. Na3 h6 9. Nc2 O-O 10. Be3 Bxe3 11. Nxe3 Re8 12. a4 Be6 13. Bxe6 Rxe6 14. Qb3 b6 15. Rad1 Ne7 16. h3 Qd7 17. Nh2 Rd8 18. Nhg4 Nxg4 19. hxg4 d5 20. d4 exd4 21. exd5 Re4 22. Qc2 Rf4 23. g3 dxe3 24. gxf4 Qxg4+ 25. Kf1 Qh3+ 26. Kg1 Nf5 27. d6 Nh4 28. fxe3 Qg3+ 29. Kf1 Nf3 30. Qf2 Qh3+ 31. Qg2 Qxg2+ 32. Kxg2 Nxe1+ 33. Rxe1 Rxd6 34. Kf3 Rd2 35. Rb1 g6 36. b4 axb4 37. Rxb4 Ra2 38. Ke4 h5 39. Kd5 Rc2 40. Rb3 h4 41. Kc6 h3 42. Kxc7 h2 43. Rb1 Rxc3+ 44. Kxb6 Rb3+ 45. Rxb3 h1=Q 46. a5 Qe4 47. Ka7 Qe7+ 48. Ka8 Kg7 49. Rb6 Qc5 0-1